# Kaies Ghodhbane
Kaies Ghodhbane (Ksar Hellal, 7 gennaio 1976) è un ex calciatore tunisino.

## Palmarès

### Club

#### Competizioni nazionali
- Campionato tunisino: 2

Étoile du Sahel: 1996-1997, 2006-2007
- Coppa di Tunisia: 1

Étoile du Sahel: 1995-1996

#### Competizioni internazionali
- Coppa della Confederazione CAF: 1

Étoile du Sahel: 2006
- Coppa CAF: 2

Étoile du Sahel: 1995, 1999
- Coppa delle Coppe CAF: 1

Étoile du Sahel: 1997
- Supercoppa CAF: 1

Étoile du Sahel: 1998